# Stepne (rejon szostecki)
Stepne (ukr. Степне) – wieś na Ukrainie, w obwodzie sumskim, w rejonie szosteckim, w hromadzie Jampol. W 2001 liczyła 763 mieszkańców, spośród których 675 wskazało jako ojczysty język ukraiński, a 88 rosyjski.